# Datateknologsektionen (LiTH)
Datateknologsektionen, vanligen D-sektionen, är en studerandesektion bildad 1976 för studenter vid Tekniska högskolan vid Linköpings universitet som studerar civilingenjörsprogrammen i datateknik, informationsteknologi och mjukvaruteknik samt kandidatprogrammen i datavetenskap och innovativ programmering.

## Historia
Civilingenjörsprogrammet i datateknik startades under hösten 1975 vid Linköpings tekniska högskola med en antagning av 30 studenter. Studerandesektionen bildades 27 januari 1976 av 25 teknologer i sal R37 i C-huset på Campus Valla.
Civilingenjörsprogrammet i informationsteknologi som använder sig av problembaserat lärande startades 1995 och blev en del av D-sektionen. Sedan 2012 representerar D-sektionen även kandidatprogrammen i datavetenskap och innovativ programmering som tidigare tillhörde C-sektionen (Sektionen för datavetenskap). Det nya civilingenjörsprogrammet i mjukvaruteknik representeras av sektionen från och med 2013 och ersätter kandidatprogrammet i datavetenskap.
Sedan våren 1995 har sektionen en webbplats. D-sektionen har tillsammans med Y-sektionen (Sektionen för teknisk fysik och elektroteknik) och Lingsektionen (Sektionen för högskoleingenjörsutbildningarna) en datorsal som heter CYD-poolen. Namnet kommer från att det ursprungligen var en datorsal för C-, Y- och D-sektionen.

## Hedersmedlemmar
- Erik Sandewall[1]
- Tord Jöran Hallberg[1]
- Anders Haraldsson[17]